# Sydney Park
Sydney Park, född 31 oktober 1997 i Philadelphia i Pennsylvania, är en amerikansk skådespelerska och komiker. Hon är mest känd för att spela rollen som Cyndie i TV-serien The Walking Dead, Gabby Phillips i Instant Mom, Caitlin Park-Lewis i Pretty Little Liars: The Perfectionists och Makani Young i Netflix-filmen There's Someone Inside Your House. 
Park är född och uppvuxen i Philadelphia. Hennes mor är av afrikanskt och amerikanskt ursprung medan faderns ursprung är koreanskt och amerikanskt. Hon är bosatt i Los Angeles.